# オレゴン州議会元老院
オレゴン州議会元老院（英語:The Oregon State Senate）は、アメリカ合衆国オレゴン州の州議会であるオレゴン州議会の上院である。下院であるオレゴン州議会代議院とともに、州議会を構成している。州上院には30人の議員がおり、州内の30の選挙区（人口141,242人）を代表する。州上院は、セイラムのオレゴン州会議事堂東棟で会議を開く。
オレゴン州は、アリゾナ州、メイン州、ニューハンプシャー州、ワイオミング州とともに、副知事の職を設置していない5つの米国の州のひとつである。副知事の職は、ほとんどの州議会の上院とアメリカ合衆国議会（副大統領とともに）において、立法府の長であり、同数の場合に決定票を持つ役職である。
オレゴン州はその代わりに、州行政部門から独立した上院議長の役職が設けられている。両院が同数となった場合、議員は自らその行き詰まりを解決する方法を考え出さなければならない。例えば、2003年の第72議会では、オレゴン州の上院議員が権限を分担する契約を結び、民主党の上院議員が上院議長に指名され、共和党の上院議員が主要委員会の委員長を務めた。
州議会や準州議会、米国上院など、他の上院と同様に、州上院は州政府の各部局、委員会、委員会、その他の州政府機関への知事の任命を承認または拒否することができる。
現在の上院議長は、ロブ・ワグナーである。

## 議員及び議員要件
オレゴン州の上院議員は任期制限のない4年の任期を務める。2002年、オレゴン州最高裁判所は、手続き上の理由から州上院議員を2期（8年）に制限していたオレゴン州投票法案第3号を無効とした。
州憲法では、上院議員の3分の2が出席しないと定足数に達しないと定められている。共和党上院議員は、この規則を利用して欠席することで法案を阻止してきた。この慣行に対抗して、2022年に州投票法案113号が可決され、正当な理由なく10回以上欠席した議員は、その任期終了後に議会で議員を務める資格を失うことになった。しかし、2023年5月と6月に開催された第82議会では、共和党議員による6週間にわたるボイコットが行われ、これは過去最長となった。

## 主な出来事
キャサリン・クラークは、オレゴン州上院議員として初めて女性議員となった。1914年にオレゴン州議会の議員に立候補できるようになった女性たちの中で、クラークは同年、従兄弟である知事オズワルド・ウェストによってダグラス郡の空席を埋めるために任命された。
ウェストが空席を埋めるために誰かを任命する権限があるかどうかについて議論が巻き起こった後、クラークは選挙運動を行い、1915年に有権者によって選出された。彼女は、合衆国憲法修正第19条によってすべてのアメリカ人女性の投票権が保障される5年前に就任した。
1982年、メイ・イーはアメリカで州上院議員に選出された初の中国系アメリカ人となった。

## 構成
2023年から2025年までの通常会期を開催する第82議会は、以下の指導部で構成される。
- 上院議長: Rob Wagner (D-19 Lake Oswego)
- 上院仮議長: James Manning Jr. (D–7 Eugene)
- 多数派院内総務: Kate Lieber (D-14 Beaverton)
- 少数派院内総務: Daniel Bonham (R-26 The Dalles)

### 上院議員名簿
| 選挙区 | 氏名               | 政党        | 居住地        |
| ------ | ------------------ | ----------- | ------------- |
| 1      | David Brock Smith  | Republican  | Port Orford   |
| 2      | Art Robinson       | Republican  | Cave Junction |
| 3      | Jeff Golden        | Democratic  | Ashland       |
| 4      | Floyd Prozanski    | Democratic  | Eugene        |
| 5      | Dick Anderson      | Republican  | Lincoln City  |
| 6      | Cedric Hayden      | Republican  | Fall Creek    |
| 7      | James Manning Jr.  | Democratic  | Eugene        |
| 8      | Sara Gelser Blouin | Democratic  | Corvallis     |
| 9      | Fred Girod         | Republican  | Stayton       |
| 10     | Deb Patterson      | Democratic  | Salem         |
| 11     | Kim Thatcher       | Republican  | Keizer        |
| 12     | Brian Boquist      | Independent | Dallas        |
| 13     | Aaron Woods        | Democratic  | Wilsonville   |
| 14     | Kate Lieber        | Democratic  | Beaverton     |
| 15     | Janeen Sollman     | Democratic  | Hillsboro     |
| 16     | Suzanne Weber      | Republican  | Tillamook     |
| 17     | Elizabeth Steiner  | Democratic  | Portland      |
| 18     | Wlnsvey Campos     | Democratic  | Aloha         |
| 19     | Rob Wagner         | Democratic  | Lake Oswego   |
| 20     | Mark Meek          | Democratic  | Gladstone     |
| 21     | Kathleen Taylor    | Democratic  | Portland      |
| 22     | Lew Frederick      | Democratic  | Portland      |
| 23     | Michael Dembrow    | Democratic  | Portland      |
| 24     | Kayse Jama         | Democratic  | Portland      |
| 25     | Chris Gorsek       | Democratic  | Troutdale     |
| 26     | Daniel Bonham      | Republican  | The Dalles    |
| 27     | Tim Knopp          | Republican  | Bend          |
| 28     | Dennis Linthicum   | Republican  | Klamath Falls |
| 29     | Bill Hansell       | Republican  | Athena        |
| 30     | Lynn Findley       | Republican  | Vale          |

### 上院の常任委員会
上院議員は、それぞれ1つ以上の委員会に所属する。
議院運営委員会
- Dick Anderson - 副委員長
- Floyd Prozanski – 副委員長
- Suzanne Weber
- Aaron Woods
- Michael Dembrow
- Lynn Findley
- Jeff Golden
- Bill Hansell
- Tim Knopp
- Deb Patterson

教育委員会
- Michael Dembrow – 委員長
- Suzanne Weber – 副委員長
- Dick Anderson
- Lew Frederick
- Sara Gelser Blouin
- Art Robinson
- Rob Wagner

エネルギー及び環境委員会
- Janeen Sollman – 委員長
- Lynn Findley – 副委員長
- Jeff Golden
- Cedric Hayden
- Kate Lieber

財務および収益委員会
- Mark Meek – 委員長
- Brian Boquist – 副委員長
- Lynn Findley
- Jeff Golden
- Kayse Jama

医療委員会
- Deb Patterson – 委員長
- Cedric Hayden – 副委員長
- Daniel Bonham
- Wlnsvey Campos
- Chris Gorsek

住宅及び開発委員会
- Kayse Jama – 委員長
- Dick Anderson – 副委員長
- Tim Knopp
- Deb Patterson
- Janeen Sollman

社会福祉委員会
- Sara Gelser Blouin – 委員長
- Art Robinson – 副委員長
- James Manning Jr.
- Floyd Prozanski
- Suzanne Weber

司法委員会
- Floyd Prozanski – 委員長
- Kim Thatcher – 副委員長
- Michael Dembrow
- Sara Gelser Blouin
- Dennis Linthicum
- James Manning Jr.

労働経済委員会
- Kathleen Taylor – 委員長
- Daniel Bonham – 副委員長
- Bill Hansell
- Kayse Jama
- Deb Patterson

自然資源委員会
- Jeff Golden – 委員長
- Fred Girod – 副委員長
- Floyd Prozanski
- David Brock Smith
- Kathleen Taylor

規則委員会
- Kate Lieber – 委員長
- Tim Knopp – 副委員長
- Bill Hansell
- James Manning Jr.
- Elizabeth Steiner

退役軍人、緊急事態管理、連邦および国際問題委員会
- James Manning Jr. - 委員長
- Kim Thatcher – 委員長
- Chris Gorsek
- Art Robinson
- Aaron Woods